# Mahmoud Benhalib
Mahmoud Benhalib (sinh ngày 23 tháng 3 năm 1996) là một cầu thủ bóng đá người Maroc. Anh thi đấu ở vị trí tiền đạo cho Raja Casablanca kể từ mùa giải 2015-16 .